# کادوکاوا
کادوکاوا (انگلیسی: Kadokawa) شرکت هلدینگ رسانه‌ای ژاپنی است، که در سال ۱۹۴۵ تأسیس شد.